# Кучера, Джон Си
Джон Си Кучера (англ. John C Kuchera; род. 14 ноября 1962, Кливленд, Огайо) — американский художник.

## Биография
- Родился в семье художника Джона Кучеры. У него есть две сестры Кэтлин и Марианна.
- Учился в Колумбийском университете и Cooper Union, также учился анимации в Институте Пратта.
- Его стиль включает в себя магические миры
- С 2015 году работает директором Black Door Gallery в Нью-Йорке